# Marina Goglidze-Mdivani
Marina Goglidze-Mdivani (georgiska: მარინა ვიქტორის ასული გოგლიძე–მდივანი, Marina Viktoris asuli Goglidze-Mdivani) född 6 oktober 1936 i Tbilisi, är en georgisk pianist.
Goglidze-Mdivani far, Viktor Goglidze, var en känd schackspelare. Sedan år 1992 bor Maria Mdivani i Montréal i Kanada, tillsammans med sin familj bestående av Ekaterine och Anna Mdivani.